# Alter Jüdischer Friedhof (Münden)

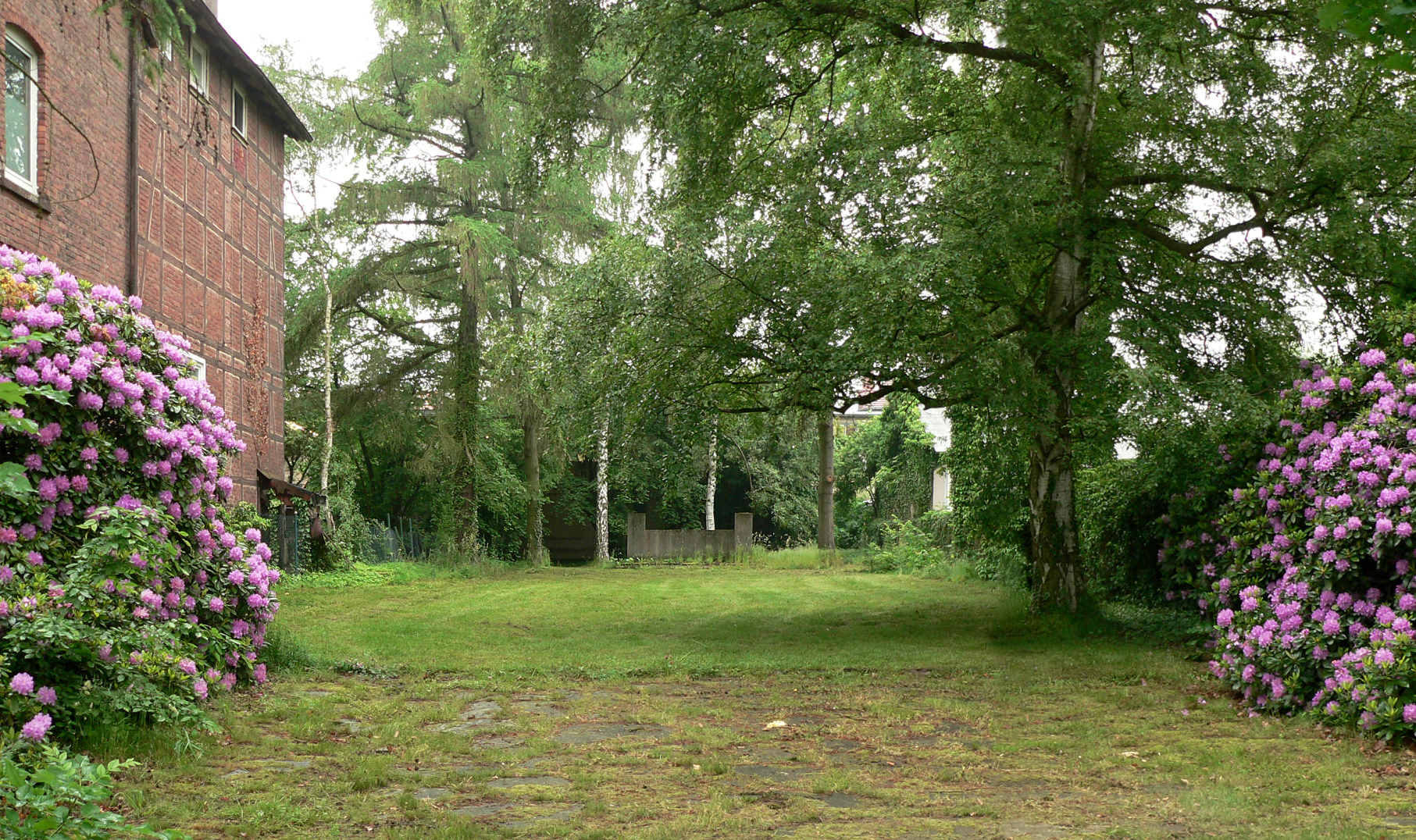
Friedhofsgelände mit Gedenkstein

Der Alte jüdische Friedhof Münden ist ein ehemaliger jüdischer Friedhof in Hann. Münden (Landkreis Göttingen, Niedersachsen).

## Beschreibung
Auf dem 1157 m² großen Friedhof am Vogelsangweg befinden sich keine Grabsteine mehr, wohl aber ein Gedenkstein für die jüdischen Verstorbenen aus Münden und Umgebung aus der Zeit von etwa 1673 bis 1932. Der Friedhof befindet sich, wie auch der neue jüdische Friedhof, im Besitz des Landesverbandes der Jüdischen Gemeinden von Niedersachsen.

## Geschichte

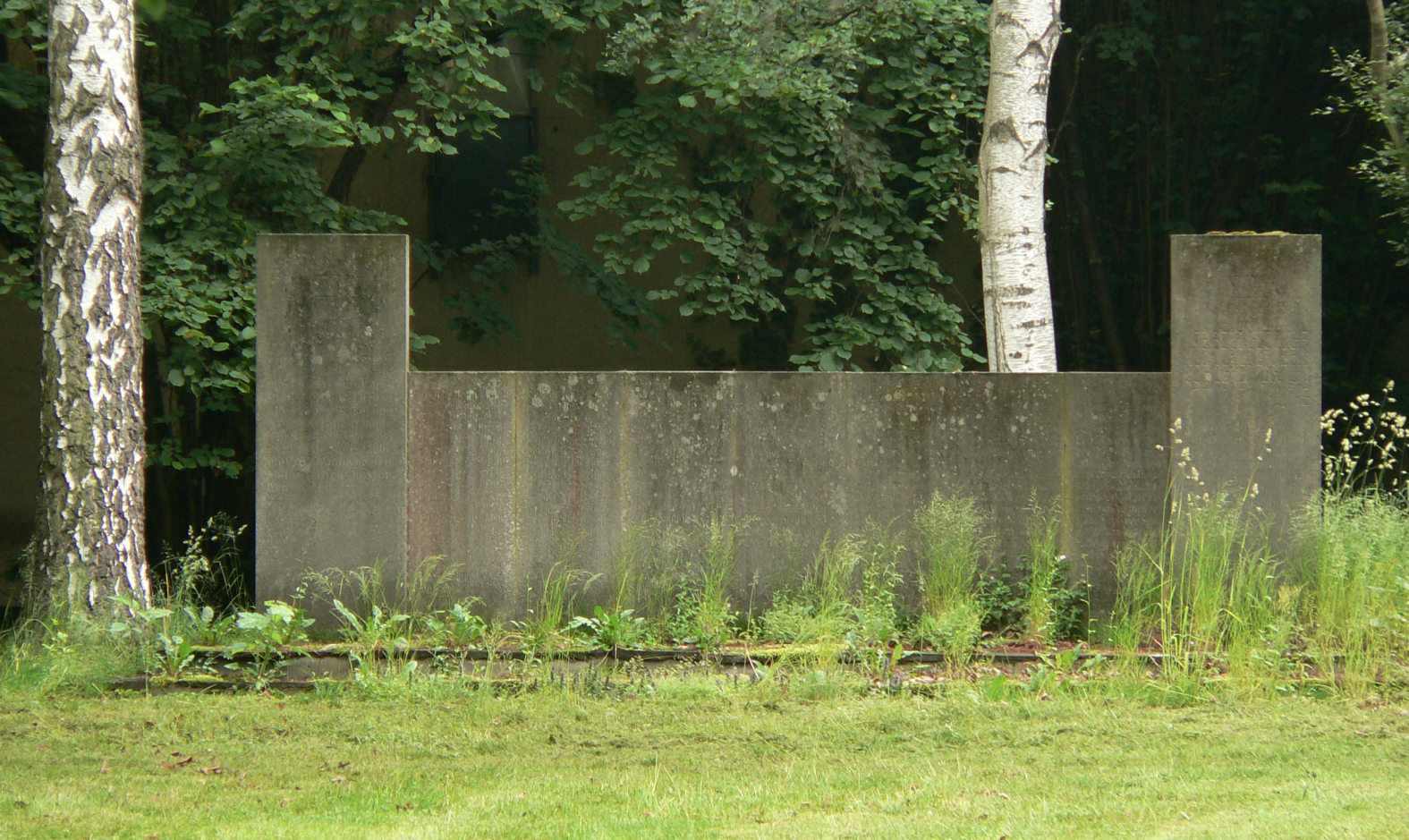
Gedenkstein auf dem Friedhofsgelände

Im Ort bestand Mitte des 17. Jahrhunderts die kleine jüdische Gemeinde Münden. Ein Friedhof wurde bereits vor 1673 angelegt. Wegen wiederholter Schändungen wurde 1678 die Genehmigung erteilt, ihn mit einem Zaun einzufrieden. Bis zum Ende des 19. Jahrhunderts waren 291 Bestattungen vorgenommen worden. Damit war der Friedhof weitgehend belegt und es musste ein Ersatzgrundstück gefunden werden. Erst 1928 konnte die jüdische Gemeinde ein geeignetes Grundstück etwa 2 km vom Stadtkern entfernt für einen neuen Friedhof erwerben.
1938 wurde der alte Friedhof geschändet und das über 1000 m² große Areal der Firma auf dem Nachbargrundstück übertragen. „Die Grabsteine wurden teils einem örtlichen Steinmetzbetrieb zur Zweitverwendung überlassen, teils verblieben sie auf dem Grundstück. Dort gelangten sie bei der Einebnung des Geländes noch während der Zeit des Nationalsozialismus unter die Erde.“
Das gesamte ehemalige Friedhofsgelände wurde nach dem Zweiten Weltkrieg zu einer Gedenkstätte umgestaltet.